# Hackås socken
Hackås socken i Jämtland, ingår sedan 1971 i Bergs kommun och motsvarar från 2016 Hackås distrikt.
Socknens areal är 406,50 kvadratkilometer, varav 302,28 land. År 2000 fanns här 1 264 invånare. Kyrkbyn Hackås med sockenkyrkan Hackås kyrka ligger i socknen. 

## Administrativ historik
Hackås socken har medeltida ursprung. 1860 utbröts Gillhovs församling som sedan återgick 1926.
Vid kommunreformen 1862 överfördes ansvaret för de kyrkliga frågorna till Hackås församling och för de borgerliga frågorna till Hackås landskommun. Landskommunen utökades 1952 och denna del uppgick sedan 1971 i Bergs kommun.
1 januari 2016 inrättades distriktet Hackås, med samma omfattning som församlingen hade 1999/2000.
Socknen har tillhört fögderier, tingslag och domsagor enligt vad som beskrivs i artikeln Jämtland. De indelta soldaterna tillhörde Jämtlands fältjägarregemente och Jämtlands hästjägarkår.

## Geografi
Hackås socken ligger öster om Södra Storsjöflaket och kring sjön Näkten. Socknen har odlingsbygd vid sjöarna och är i övrigt en kuperad skogsbygd med höjder som i söder når 529 meter över havet.

### Geografisk avgränsning
Hackås socken täcker ett avlångt område öster om Södra Storsjöflaket. Avståndet uppifrån Bodlägden i norr är cirka 47 km ner till södra gränsen mot Haverö socken i Västernorrlands län.
Socknen avgränsas i nordväst av Sannsundet med Oviken på andra sidan. Dess nordligaste del är området vid byn Bodlägden invid Sannsundet och här gränsar socknen mot Sunne socken i Östersunds kommun. På en punkt cirka 500 meter väster om Månstaån, som avvattnar Fåkersjön, finns "tresockenmötet" Hackås-Sunne-Näs. Härifrån går gränsen rakt mot söder. I denna nordvästra del ligger även Kårgärde, Sanne, Gärde, Vinälven, Näcksta samt Hackås tätort. Strax norr om Våle korsar gränsen europaväg 45. Den går därefter från Våletorpet över Näkten och träffar land vid Fjösa - Furuviken på sjöns östsida. 
Gränsen går mot öster via Kyrkhöjden och Stor-Ådertjärnen till Gölån och "tresockenmötet" Hackås-Näs-Bodsjö. Här ligger fäboden Tunvågsgölan. I denna nordöstra del av socknen ligger även Tunvågen. Gränsen går rakt söderut strax öster om Gölån. Ån mynnar i sjön Pån, som delas i en nordlig och en sydlig del av Pånnäset i väst och Pånvallsnäset i öster, över dessa näs passerar vandringsleden Jämt-Norgevägen. Vid Vidkärrnäset går gränsen rakt västerut cirka 2 km till toppen på Stamnorberget (411 m ö.h.). Därefter mot sydost via Kiltjärnen. I denna mellersta del av Hackås socken ligger Dödre vid Näktens östra strand. Mitt emot Dödre ligger halvön Monäset. 
I väster gränsar socknen här mot Bergs socken och i öster ligger Bodsjö socken i Bräcke kommun. Gränsen passerar sjön Stor-Noren, som avvattnas till Pån via Norån samt Kilån. Gränsen går mot sydost strax öster om Högberget, genom Stavsjön, ner i Baksjön och vidare via Örnbergsknippen, Örnbergssjön och Örnbergsmyren och träffar gränsen mot Haverö socken i Ånge kommun strax norr om byn Kroknäs i sistnämnda socken. Den kombinerade socken-, kommun- och länsgränsen går nu västerut över Kroksjön till Öresjöns nordspets. Öresjövallen ligger i Hackås socken. Härifrån gränsar socknen i söder, på en sträcka av 1 km, till Rätans socken. Därefter kommer "tresockenmötet" Hackås-Rätan-Berg. Gränsen går härifrån rakt mot norr via Strulsjön och Strulån och kommer, efter ca 8 km, in i Näkten i Sjöändviken. Här ligger Gillhov med Gillhovs kapell. Denna del av socknen kallades tidigare Gillhovs kapellag, men ingick även tidigare i Hackås socken. 
I denna trakt ligger byarna Kårviken vid Råssjön och Sandnäset vid Näktens sydöstra strand. Sockengränsen mot Berg i väster går norrut mitt i Näkten och in i Sörvikarna. Den korsar därefter landtungan till Södra Storsjöflaket. I denna trakt ligger bland annat Salsån vid Näkten och Vikbäcken vid Storsjön. E45 passerar Vikbäcken, som ligger cirka 12 km norr om Svenstavik. Sockengränsen går i Södra Storsjöflaket rakt norrut cirka 19 km till nordspetsen vid Bodlägden. Inom socknen i Storsjön ligger bland annat Strandstuguholmen, Falön samt Tjuvholmen utanför Vikbäcken. Mellan Östnår och Hackås mynnar Billstaån, som avvattnar Näkten till Storsjön.

### Några byar
- Billsta
- Bodlägden
- Finnsved
- Fäste
- Gillhov
- Gillsta
- Gärde
- Hov
- Kårgärde
- Kårviken
- Lillå
- Näcksta
- Rogsta
- Salom
- Salsån
- Sandnäset
- Sanne
- Siljebodarna
- Skede
- Svartnäset
- Tången
- Vikbäcken
- Vinälven
- Våle
- Östnår

## Fornlämningar
Boplatser från stenåldern och ungefär 75 spridda gravhögar från järnåldern har påträffats. I området finns även slagg från lågteknisk järnframställning. Det finns också fångstgropar samt några ödegårdar från medeltiden.

## Befolkningsutveckling
| Befolkningsutvecklingen i Hackås socken 1750–1990                                                        | Befolkningsutvecklingen i Hackås socken 1750–1990 | Befolkningsutvecklingen i Hackås socken 1750–1990 | Befolkningsutvecklingen i Hackås socken 1750–1990 | Befolkningsutvecklingen i Hackås socken 1750–1990 |
| --- | ------------------------------------------------- | ------------------------------------------------- | ------------------------------------------------- | ------------------------------------------------- |
| |                                                   |                                                   |                                                   |                                                   |
| År |                                                   |                                                   | Folkmängd                                         |                                                   |
| 1750 | 1750                                              |                                                   | 457                                               |                                                   |
| 1760 | 1760                                              |                                                   | 450                                               |                                                   |
| 1769 | 1769                                              |                                                   | 524                                               |                                                   |
| 1780 | 1780                                              |                                                   | 555                                               |                                                   |
| 1790 | 1790                                              |                                                   | 511                                               |                                                   |
| 1800 | 1800                                              |                                                   | 605                                               |                                                   |
| 1810 | 1810                                              |                                                   | 634                                               |                                                   |
| 1820 | 1820                                              |                                                   | 712                                               |                                                   |
| 1830 | 1830                                              |                                                   | 733                                               |                                                   |
| 1840 | 1840                                              |                                                   | 776                                               |                                                   |
| 1850 | 1850                                              |                                                   | 810                                               |                                                   |
| 1860 | 1860                                              |                                                   | 1 003                                             |                                                   |
| 1870 | 1870                                              |                                                   | 1 194                                             |                                                   |
| 1880 | 1880                                              |                                                   | 1 429                                             |                                                   |
| 1890 | 1890                                              |                                                   | 1 475                                             |                                                   |
| 1900 | 1900                                              |                                                   | 1 530                                             |                                                   |
| 1910 | 1910                                              |                                                   | 1 541                                             |                                                   |
| 1920 | 1920                                              |                                                   | 1 770                                             |                                                   |
| 1930 | 1930                                              |                                                   | 1 679                                             |                                                   |
| 1940 | 1940                                              |                                                   | 1 657                                             |                                                   |
| 1950 | 1950                                              |                                                   | 1 623                                             |                                                   |
| 1960 | 1960                                              |                                                   | 1 469                                             |                                                   |
| 1970 | 1970                                              |                                                   | 1 192                                             |                                                   |
| 1980 | 1980                                              |                                                   | 1 268                                             |                                                   |
| 1990 | 1990                                              |                                                   | 1 343                                             |                                                   |
| Anm: Källor: Umeå universitet - Tabellverket 1749-1859, Demografiska databasen, CEDAR, Umeå universitet. |                                                   |                                                   |                                                   |                                                   |

## Namnet
Namnet (1391 Hakaas) innehåller förleden haka, 'utskjutande terrängparti' och efterleden ås, 'höjdsträckning' och syftar troligen på området norr om kyrkan.